# Arthur-Vasermil-Stadion
Das Arthur-Vasermil-Stadion (hebräisch אִצְטַדְיוֹן וַסֶרְמִיל Itzṭadjōn Wasermīl) war ein Fußballstadion mit Aschenbahn in der israelischen Großstadt Beʾer Scheva im Süden des Landes.

## Geschichte
1959 fand die Eröffnung des damaligen Städtischen Stadions statt. Die Baukosten beliefen sich auf geschätzte 50 Mio. US-Dollar. Die Anlage fasste 13.000 Zuschauer. Der Fußballverein HaPoʿel Beʾer Scheva bestritt seit der Einweihung seine Heimspiele in diesem Stadion. 1988 wurde die Anlage umbenannt. Arthur Vasermil war ein siebenjähriger Junge, der 1943 im KZ Majdanek ums Leben kam. Seine Mutter Lilly Friedman-Vasermil finanzierte 1988 die Renovierung des Stadions. Zu Ehren Arthur Vasermils wurde das Stadion nach ihm benannt. Maccabi Beʾer Scheva war zunächst Mitte der 2000er Jahre im Arthur-Vasermil-Stadion beheimatet. Nach der Fertigstellung des Turner-Stadions verließ HaPoʿel Beʾer Scheva die alte Heimstätte und zog in den Neubau um. Danach kehrte Maccabi Beʾer Scheva zurück und trat bis zum Abriss 2019 im Stadion an. Auf dem ehemaligen Stadiongelände wird ein Immobilienprojekt umgesetzt.